# Зотеро
Zotero (на български Зотеро) е безплатен софтуер с отворен код, който служи за управление на цитирания и организиране на библиографски данни, както и на свързаните с тях материали (като PDF файлове). Зотеро позволява интегриране в уеб браузър, онлайн синхронизиране, генериране на цитати в текст, създаване на бележки под линия и библиографии. Зотеро е интегриран в текстовите редактори Microsoft Word, LibreOffice Writer и Google Docs. Той е продукт на Center for History and New Media към Университета Джордж Мейсън (George Mason University).

## Основни функции
Zotero се свързва и работи с браузърите Firefox, Chrome и Safari (чрез конектор/Zotero Connector). Той се визуализира като самостоятелна икона в лентата с менюто на съответния браузър. Когато се разглежда определен ресурс (книга, статия, дисертация и т.н.) в даден уебсайт (библиотечни каталози, PubMed, Google Scholar, Google Books, Amazon.com, Уикипедия и др.) кликването върху тази икона съхранява пълната библиографска информация в библиотеката на Zotero. В нея може да се запази също така копие на уеб страница или копие на пълния PDF текст на научна публикация. Потребителите могат да добавят свои бележки, тагове, прикачени файлове и свои собствени метаданни.

### Форматиране на цитиранията
Потребителите на Zotero могат да генерират цитати и библиографии чрез плъгини към текстообработващите програми или директно в Zotero, използвайки стиловете на Citation Style Language (CSL). Начините на цитиране на повечето академични списания се предлагат в Zotero, а библиографията може да бъде преформатирана само няколко кликвания според изискванията на дадено издателство. Zotero също така позволява на потребителите да създават свои собствени персонализирани стилове на цитиране.
Zotero може да импортира и експортира библиографии в различни формати, като Wikipedia Citation Templates, BibTeX, BibLateX, RefWorks, MODS, COinS, Citation Style Language/JSON, refer/ BibIX, RIS, TEI, няколко типа RDF, Evernote и EndNote.

### Анотации и мобилни устройства
Zotero може да асоциира бележки към даден библиографски елемент. Чрез него може да се създават анотации и бележки към PDF файл и чрез плъгина Zotfile да се синхронизират с мобилен PDF четец.

### Онлайн инструмент за библиографии
През май 2018 г. Zotero стартира онлайн библиографския инструмент ZoteroBib, чрез който потребителите могат да генерират библиографии онлайн, без да инсталират Zotero или да създават акаунт в Zotero.

## История
Първото издание на Zotero 1.0 е представено през 2006 г. като добавка за уеб браузъра Firefox.
В следващите години следвате версиите:
- Zotero 2.0 - февруари 2010
- Zotero 2.1 - март 2011
- Zotero Standalone - пусната през януари 2011 като независима програма извън Firefox
- Zotero 3.0 - януари 2012
- Zotero 4.0 - април 2013
- Zotero 5.0 - юли 2017. С тази версия Зотеро се разделят от плъгина към Firefox и преминава окончателно към самостоятелен продукт, който се свързва чрез конектор към браузъра.

През откомви 2018 функциите на Zotero са разширени като той е направен съвместим с текстовия редактор Google Docs чрез конекторите на Firefox и Chrome.

## Допълнителна информация
- Puckett, Jason. Zotero: A Guide for Librarians, Researchers and Educators. 2nd.   Chicago, Association for College and Research Libraries, 2017. ISBN 978-0838989319. OCLC 1026921754. Covers both Zotero standalone and the now obsolete (version 4.x) Firefox plugin version, as noted in review: Strothmann, Molly. Book Review: Zotero: A Guide for Librarians, Researchers and Educators, 2nd ed. //  Reference & User Services Quarterly 57 (3).   2018. DOI:10.5860/rusq.57.3. с. 222.